# Liste des œuvres d'art de la Vendée
 (septembre 2022).
Cet article vise à recenser les œuvres d'art dans l'espace public de la Vendée, en France.

## Liste
Les œuvres sont classées par ordre alphabétique de communes et, au sein de celles-ci, par ordre chronologique d'installation, dans la mesure des informations disponibles.

### Sculpture
| Œuvre                                    | Auteur                      | Commune                   | Localisation                                 | Notes                                            | Installation | Coordonnées                        | Illustration                     |
| ---------------------------------------- | --------------------------- | ------------------------- | -------------------------------------------- | ------------------------------------------------ | ------------ | ---------------------------------- | -------------------------------- |
| Hommage à Charles Milcendeau             | Jean et Joël Martel         | Challans                  | À déterminer                                 |                                                  | 1947         | à géolocaliser                     | Hommage à Charles Milcendeau     |
| Perrette et le Pot au lait               | Jean et Joël Martel         | Challans                  | École maternelle du Bois du Breuil           |                                                  | 1964         | 46° 50′ 45″ nord, 1° 53′ 12″ ouest | Perrette et le Pot au lait       |
| Buste d'Augustin-Daniel Belliard         | Étienne-Nicolas-Édouard Suc | Fontenay-le-Comte         | Place Belliard                               | Représente Augustin-Daniel Belliard.             | À déterminer | 46° 28′ 02″ nord, 0° 48′ 21″ ouest | Buste d'Augustin Daniel Belliard |
| La Source                                | Henry Murail                | Les Herbiers              | Grande Rue                                   |                                                  | 1994         | à géolocaliser                     | Image manquante                  |
| Le Porteur de sel                        | Jacques Pissenem            | L'Île-d'Olonne            | À déterminer                                 |                                                  | 2003         | à géolocaliser                     | Image manquante                  |
| Chronos 8                                | Nicolas Schöffer            | La Roche-sur-Yon          | Lycée Pierre-Mendès-France                   |                                                  | À déterminer | 46° 39′ 57″ nord, 1° 26′ 50″ ouest | Image manquante                  |
| Colonne chromointerférente               | Carlos Cruz-Díez            | La Roche-sur-Yon          | Collège des Gondoliers                       | Œuvre détruite en 2014.                          |              | 46° 40′ 31″ nord, 1° 26′ 37″ ouest | Image manquante                  |
| Les Danseurs du bocage                   | Jean et Joël Martel         | La Roche-sur-Yon          | Avenue Gambetta                              | Également appelé Danseurs vendéens.              | À déterminer | 46° 40′ 20″ nord, 1° 26′ 00″ ouest | Les Danseurs du bocage           |
| Les Dauphins                             | Robert Lange                | La Roche-sur-Yon          | À déterminer                                 |                                                  | À déterminer | 46° 39′ 59″ nord, 1° 27′ 21″ ouest | Image manquante                  |
| Homme sirène                             | Marthe Baumel-Schwenck      | La Roche-sur-Yon          | Collège Édouard-Herriot                      |                                                  | 1960         | 46° 40′ 18″ nord, 1° 25′ 38″ ouest | Image manquante                  |
| Mappemonde                               | Philippe Pateau             | La Roche-sur-Yon          | Rue Roger-Salengro                           |                                                  | À déterminer | 46° 39′ 58″ nord, 1° 26′ 45″ ouest | Image manquante                  |
| Monument du bicentenaire                 | Jean-Pierre Viot            | La Roche-sur-Yon          | Place François-Mitterrand                    |                                                  | À déterminer | 46° 40′ 04″ nord, 1° 25′ 40″ ouest | Image manquante                  |
| Buste de François Mitterrand             | Jacques Raoult              | La Roche-sur-Yon          | Sur la place François Mitterrand             |                                                  | 1990         | 46° 40′ 06″ nord, 1° 25′ 43″ ouest | Image manquante                  |
| Monument à Georges Mazurelle             | Robert Lange                | La Roche-sur-Yon          | À déterminer                                 |                                                  | À déterminer | 46° 38′ 48″ nord, 1° 25′ 45″ ouest | Image manquante                  |
| Monument à Paul Arnaud                   | Bertrand Lavigne            | La Roche-sur-Yon          | À déterminer                                 |                                                  | À déterminer | 46° 40′ 20″ nord, 1° 24′ 50″ ouest | Image manquante                  |
| Monument à la République                 | Jean-Luc Cousin             | La Roche-sur-Yon          | Place de la Vendée                           | Également nommée « Stèle de la réconciliation ». |              | 46° 40′ 09″ nord, 1° 25′ 57″ ouest | Image manquante                  |
| Le Nid d'amour                           | Auguste Suchetet            | La Roche-sur-Yon          | Jardin de la mairie                          |                                                  | À déterminer | 46° 40′ 11″ nord, 1° 25′ 43″ ouest | Image manquante                  |
| O Grupo                                  |                             | La Roche-sur-Yon          | Rue la Fayette                               |                                                  | À déterminer | 46° 40′ 10″ nord, 1° 25′ 43″ ouest | Image manquante                  |
| Les Orgues du givre                      | Béatrice Casadesus          | La Roche-sur-Yon          | Lycée Rosa Parks                             |                                                  | À déterminer | 46° 39′ 31″ nord, 1° 26′ 03″ ouest | Image manquante                  |
| Le Penseur                               | René Leleu                  | La Roche-sur-Yon          | Lycée Édouard-Branly                         |                                                  | À déterminer | 46° 40′ 28″ nord, 1° 26′ 31″ ouest | Image manquante                  |
| Sans titre                               | Ion Olteanu                 | La Roche-sur-Yon          | Rond-point Victor-Basch                      |                                                  | À déterminer | 46° 40′ 34″ nord, 1° 24′ 18″ ouest | Image manquante                  |
| Sans titre                               | Béatrice Casadesus          | La Roche-sur-Yon          | À déterminer                                 |                                                  | 1969         | 46° 40′ 48″ nord, 1° 25′ 56″ ouest | Image manquante                  |
| Sébastien Luneau                         | Victor Fulconis             | La Roche-sur-Yon          | Boulevard Louis-Blanc                        |                                                  | À déterminer | à géolocaliser                     | Image manquante                  |
| Statue équestre de Napoléon Ier          | Émilien de Nieuwerkerke     | La Roche-sur-Yon          | Place Napoléon                               | Représente Napoléon Ier. Classé MH (2019)        | À déterminer | 46° 40′ 14″ nord, 1° 25′ 36″ ouest | Statue équestre de Napoléon Ier  |
| Totem                                    | Mourad Horch                | La Roche-sur-Yon          | École des Pyramides                          |                                                  | À déterminer | 46° 40′ 53″ nord, 1° 25′ 34″ ouest | Image manquante                  |
| Toutes directions                        | Yaacov Agam                 | La Roche-sur-Yon          | Lycée Pierre-Mendès-France                   |                                                  | À déterminer | 46° 40′ 03″ nord, 1° 26′ 48″ ouest | Toutes directions                |
| Uranie                                   | Hussac                      | La Roche-sur-Yon          | À déterminer                                 |                                                  | 1936         | 46° 39′ 58″ nord, 1° 25′ 41″ ouest | Image manquante                  |
| Vibrations                               | Dominique Chabot            | La Roche-sur-Yon          | Maison de l'emploi                           |                                                  | À déterminer | 46° 40′ 22″ nord, 1° 25′ 53″ ouest | Image manquante                  |
| Coq                                      | Antanas Mončys              | Saint-Gilles-Croix-de-Vie | À déterminer                                 |                                                  | 2011         | 46° 41′ 46″ nord, 1° 56′ 08″ ouest | Image manquante                  |
| Marina Tsvetaïeva                        | Zourab Tsereteli            | Saint-Gilles-Croix-de-Vie | Chemin des Dunes                             |                                                  | 1993         | à géolocaliser                     | Image manquante                  |
| Les Oiseaux de mer                       | Jean et Joël Martel         | Saint-Jean-de-Monts       | Esplanade de la Mer                          |                                                  | 1963         | 46° 46′ 52″ nord, 2° 04′ 04″ ouest | Les Oiseaux de mer               |
| Vierge à l'Enfant                        | Jean et Joël Martel         | Saint-Jean-de-Monts       | Angle avenue de la Mer / boulevard de Lattre |                                                  | 1951         | 46° 47′ 27″ nord, 2° 03′ 55″ ouest | Vierge à l'Enfant                |
| Femme-oiseau                             | Jean-Marie Novelli          | Sion-sur-l'Océan          | Promenade de la Mer                          |                                                  | À déterminer | 46° 42′ 42″ nord, 1° 58′ 48″ ouest | Image manquante                  |
| Monument à Flandrine Charlotte de Nassau | Jean-Michel Solvès          | Talmont-Saint-Hilaire     | Port de Bouguenay                            |                                                  | À déterminer | 46° 26′ 29″ nord, 1° 40′ 51″ ouest | Image manquante                  |

### Monuments aux morts
| Œuvre                                                 | Auteur                               | Commune                 | Localisation                                                                      | Notes | Installation | Coordonnées                        | Illustration                                                                                      |
| ----------------------------------------------------- | ------------------------------------ | ----------------------- | --------------------------------------------------------------------------------- | ----- | ------------ | ---------------------------------- | ------------------------------------------------------------------------------------------------- |
| Monument aux morts                                    | Jean et Joël Martel                  | Aubigny-les-Clouzeaux   | Les Clouzeaux                                                                     |       | À déterminer | à géolocaliser                     | Monument aux morts                                                                                |
| La Résistance (monument aux morts)                    | Copie d'après Charles-Henri Pourquet | Avrillé                 | À déterminer                                                                      |       | À déterminer | à géolocaliser                     | Image manquante                                                                                   |
| Poilu au repos (monument aux morts)                   | Copie d'après Étienne Camus          | L'Île-d'Elle            | Intersection de la rue de la mairie et de la rue l'église                         |       | À déterminer | 46° 19′ 47″ nord, 0° 56′ 48″ ouest | Monument aux morts de L'Île-d'Elle                                                                |
| Monument à la gloire de la résistance                 | Daniel Tremblay                      | La Roche-sur-Yon        | Dans le square de la Préfecture                                                   |       | 1985         | 46° 40′ 14″ nord, 1° 25′ 35″ ouest | Image manquante                                                                                   |
| Monument aux morts                                    | Jean et Joël Martel                  | La Roche-sur-Yon        | À déterminer                                                                      |       | 1922         | à géolocaliser                     | Monument aux morts« Monument aux morts de 1914-1918 à La Roche-sur-Yon », sur À nos grands hommes |
| Poilu au repos (monument aux morts)                   | Copie d'après Étienne Camus          | La Tranche-sur-Mer      | Sur la place de la liberté, à côté de l'église Saint-Nicolas                      |       | À déterminer | 46° 20′ 35″ nord, 1° 26′ 18″ ouest | Monument aux morts de La Tranche-sur-Mer                                                          |
| Le Poilu victorieux (monument aux morts)              | Copie d'après Eugène Bénet           | Le Mazeau               | À déterminer                                                                      |       | À déterminer | à géolocaliser                     | Image manquante                                                                                   |
| Le Poilu victorieux (monument aux morts)              | Copie d'après Eugène Bénet           | Les Epesses             | À déterminer                                                                      |       | À déterminer | à géolocaliser                     | Image manquante                                                                                   |
| La Résistance (monument aux morts)                    | Copie d'après Charles-Henri Pourquet | Les Herbiers            | À déterminer                                                                      |       | À déterminer | à géolocaliser                     | Image manquante                                                                                   |
| Monument aux naufragés du canot Patron Jack Morisseau | À déterminer                         | Les Sables-d'Olonne     | À déterminer                                                                      |       | 2021         | à géolocaliser                     | Image manquante                                                                                   |
| Monument aux morts                                    | Jean et Joël Martel                  | Olonne-sur-Mer          | À déterminer                                                                      |       | À déterminer | à géolocaliser                     | Monument aux morts                                                                                |
| Le Poilu victorieux (monument aux morts)              | Copie d'après Eugène Bénet           | Saint-Cyr-en-Talmondais | Intersection de la RD 949 et de la rue de la Saunerie (RD 45)                     |       | À déterminer | 46° 27′ 37″ nord, 1° 20′ 16″ ouest | Monument aux morts de Saint-Cyr-en-Talmondais                                                     |
| La Résistance (monument aux morts)                    | Copie d'après Charles-Henri Pourquet | Saint-Hilaire-des-Loges | À déterminer                                                                      |       | À déterminer | à géolocaliser                     | Image manquante                                                                                   |
| Le Poilu victorieux (monument aux morts)              | Copie d'après Eugène Bénet           | Saint-Michel-en-l'Herm  | Sur la place de l'Abbaye, au bord de la RD 746                                    |       | À déterminer | 46° 21′ 13″ nord, 1° 15′ 02″ ouest | Monument aux morts de Saint-Michel-en-l'Herm                                                      |
| Le Poilu victorieux (monument aux morts)              | Copie d'après Eugène Bénet           | Vouvant                 | Sur la place de l'Église, au bord de la rue de l'Ancienne Cure, près de la mairie |       | À déterminer | 46° 34′ 20″ nord, 0° 46′ 10″ ouest | Monument aux morts de Vouvant                                                                     |

### Monuments pour une bataille ou un événement
| Œuvre | Auteur | Commune | Localisation | Notes | Installation | Coordonnées | Illustration |
| ----- | ------ | ------- | ------------ | ----- | ------------ | ----------- | ------------ |

### Fontaines
| Œuvre                              | Auteur                                | Commune             | Localisation                                                  | Notes             | Installation | Coordonnées                        | Illustration             |
| ---------------------------------- | ------------------------------------- | ------------------- | ------------------------------------------------------------- | ----------------- | ------------ | ---------------------------------- | ------------------------ |
| Fontaine                           | À déterminer                          | Coex                | À déterminer                                                  |                   | À déterminer | à géolocaliser                     | Fontaine                 |
| Fontaine des Quatre-Tias           | À déterminer                          | Fontenay-le-Comte   | Intersection de la rue de la Fontaine et de la rue Goupilleau | Inscrit MH (1926) | 1542         | 46° 28′ 05″ nord, 0° 48′ 17″ ouest | Fontaine des Quatre-Tias |
| Fontaine                           | À déterminer                          | Givrand             | À côté de la mairie                                           |                   | À déterminer | à géolocaliser                     | Fontaine                 |
| Fontaine                           | À déterminer                          | La Genétouze        | Près de l'église Notre-Dame-de-l'Assomption                   |                   | À déterminer | à géolocaliser                     | Fontaine                 |
| Fontaine Guillème                  | Gustave Tiffoche                      | La Roche-sur-Yon    | Rue Stéphane-Guillème                                         |                   | À déterminer | 46° 40′ 12″ nord, 1° 25′ 30″ ouest | Image manquante          |
| Fontaine Olaf Palme                | Bernard Pagès                         | La Roche-sur-Yon    | Place du Théâtre                                              |                   | 1985         | 46° 40′ 15″ nord, 1° 25′ 46″ ouest | Image manquante          |
| Fontaine de la place des Victoires | Léonard Soriano                       | La Roche-sur-Yon    | Place des Victoires                                           |                   | À déterminer | 46° 40′ 49″ nord, 1° 25′ 27″ ouest | Image manquante          |
| Fontaine Wallace                   | Copie d'après Charles-Auguste Lebourg | La Roche-sur-Yon    | Au milieu des halles                                          |                   | À déterminer | à géolocaliser                     | Image manquante          |
| Fontaine                           | À déterminer                          | Le Boupère          | À déterminer                                                  |                   | À déterminer | à géolocaliser                     | Fontaine                 |
| Fontaine                           | Antoine Durenne                       | Luçon               | Dans le jardin Dumaine                                        |                   | 1907         | à géolocaliser                     | Fontaine                 |
| La Baigneuse                       | Henry Murail                          | Saint-Jean-de-Monts | Avenue de la Mer                                              |                   | 1999         | 46° 47′ 06″ nord, 2° 04′ 32″ ouest | Image manquante          |
| Fontaine                           | À déterminer                          | Thiré               | À déterminer                                                  |                   | À déterminer | à géolocaliser                     | Fontaine                 |

### Mosaïques
| Œuvre                            | Auteur          | Commune          | Localisation | Notes | Installation | Coordonnées                        | Illustration    |
| -------------------------------- | --------------- | ---------------- | ------------ | ----- | ------------ | ---------------------------------- | --------------- |
| Les Fonds marins et les Courants | Joël Dabin      | La Roche-sur-Yon | À déterminer |       | 1970         | 46° 39′ 40″ nord, 1° 26′ 10″ ouest | Image manquante |
| Pierre musicale                  | Jacques Launois | La Roche-sur-Yon | À déterminer |       | À déterminer | 46° 40′ 38″ nord, 1° 26′ 20″ ouest | Image manquante |
| Sans titre                       | Guylaine Girard | La Roche-sur-Yon | À déterminer |       | 1988         | 46° 40′ 15″ nord, 1° 25′ 27″ ouest | Image manquante |

### Œuvres disparues ou retirées
| Œuvre                                 | Auteur             | Commune          | Localisation              | Notes | Installation | Coordonnées    | Illustration    |
| ------------------------------------- | ------------------ | ---------------- | ------------------------- | --- | ------------ | -------------- | --------------- |
| Statue du général Jean-Pierre Travot, | Hippolyte Maindron | La Roche-sur-Yon | À proximité des halles    | Représentait Jean-Pierre Travot. Érigé place Napoléon en 1838. Fondue sous le régime de Vichy, dans le cadre de la mobilisation des métaux non ferreux. | 1852         | à géolocaliser | Image manquante |
| L'Amour de cire                       | Gaston Guitton     | La Roche-sur-Yon | Dans le hall de la mairie | Fondue sous le régime de Vichy, dans le cadre de la mobilisation des métaux non ferreux.                                                                | 1874         | à géolocaliser | Image manquante |
| Statue de Paul Baudry,                | Jean-Léon Gérôme   | La Roche-sur-Yon | Jardin de la préfecture   | Représentait Paul Baudry. Fondue sous le régime de Vichy, dans le cadre de la mobilisation des métaux non ferreux.                                      | 1897         | à géolocaliser | Image manquante |